# 丁普爾 (阿肯色州)
丁普爾（英語：Dimple）是位於美國阿肯色州密西西比縣的一個非建制地區。該地的面積和人口皆未知。

## 地理
丁普爾的座標為35°28′06″N 90°15′02″W / 35.46833°N 90.25056°W，而該地的平均海拔高度為69米（即226英尺）。